# Oenoptera acidalica
Oenoptera acidalica là một loài bướm đêm trong họ Noctuidae.